# Bilel Mohsni
Bilel Mohsni (Parigi, 21 luglio 1987) è un calciatore tunisino, difensore del Dungannon Swifts.

## Palmarès

### Club

#### Competizioni nazionali
- Scottish Third Division: 1

Rangers: 2012-2013
- Scottish League One: 1

Rangers: 2013-2014